# Telemadrid
Telemadrid é o primeiro canal de televisão autonómico da Comunidade de Madrid (Espanha) e o quinto criado a nível nacional, depois das televisões autonómicas de País Basco, Cataluña, Galiza e Andaluzia. Começou sua emissão o 2 de maio de 1989, dia da Comunidade de Madrid. Em sua programação têm predominado os programas informativos, orientados para a população da região. Dado que Madrid é a capital do país, e que se distanciou nos últimos anos do carácter autonómico e local por ordens da direcção, faz especial finca-pé na informação política nacional.
Além desta corrente, Rádio Televisão Madrid S.A engloba um segundo canal, la Otra e uma rádio, Onda Madrid.

## Telemadrid HD
Telemadrid HD é o sinal em alta definição que emite em simultâneo com o sinal regular. Inaugurou as suas emissões a 17 de fevereiro de 2010 com o jogo entre o Arsenal FC e o Futebol Clube do Porto.
O 29 de outubro de 2010, durante a emissão de "Madrid Directo", o sinal foi lançado de maneira oficial emitindo em simultâneo com Telemadrid.
Actualmente, o canal emite de forma nativa em HD, enquanto o sinal em resolução regular reescala o conteúdo a 16:9 576i.

## Veja-se também
- Telemadrid HD
- la Otra